# 7179 Gassendi
7179 Gassendi este un asteroid din centura principală de asteroizi.

## Descriere
7179 Gassendi este un asteroid din centura principală de asteroizi. A fost descoperit pe 8 aprilie 1991 la Observatorul La Silla de Eric Walter Elst. El prezintă o orbită caracterizată de o semiaxă mare de 2,94 ua, o excentricitate de 0,13 și o înclinație de 1,1° în raport cu ecliptica.